# ماتياس سيلفيستري

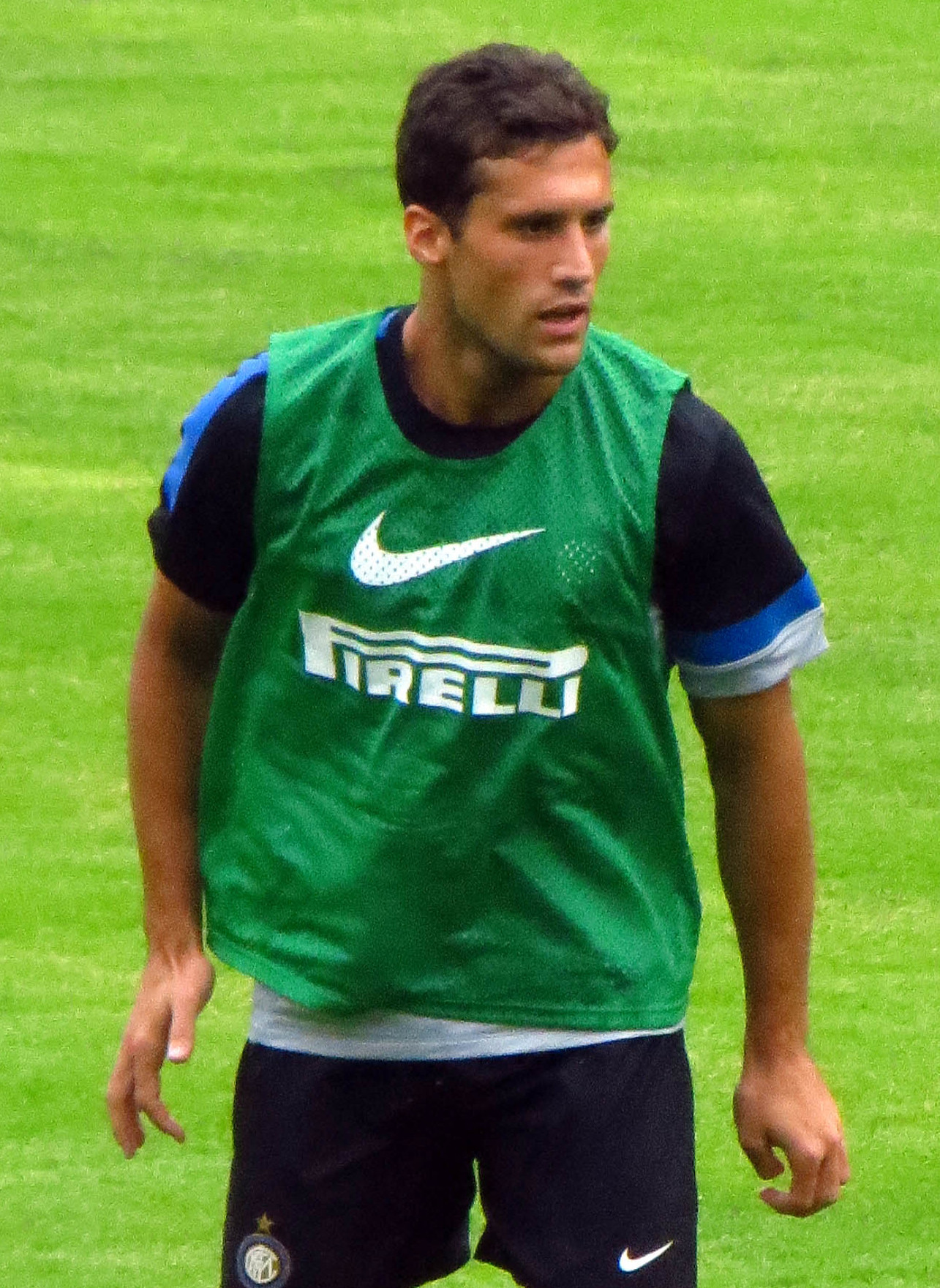

ماتياس أغوستين سيلفيستري (بالإسبانية: Matías Agustín Silvestre)‏ الشهير باسم ماتياس سيلفيستري (مواليد 25 سبتمبر 1984 في ميرسيديس - الأرجنتين) لاعب كرة قدم أرجنتيني يلعب حاليا لصالح نادي الدرجة الأولى نادي انتر ميلان الإيطالي منذ 2012 في مركز قلب الدفاع في مركز قلب الدفاع معارا من باليرمو بعدما انتقل إليه من الفريق الصقلي الآخر كاتانيا. وقد أعير إلى نادي إيه سي ميلان في موسم 2013-2014.

## روابط خارجية
- ماتياس سيلفيستري على موقع قاعدة بيانات كرة القدم.إي يو (الإنجليزية)
- ماتياس سيلفيستري على موقع Soccerway.com (الإنجليزية)
- ماتياس سيلفيستري على موقع عالم كرة القدم.نت (الإنجليزية)
- ماتياس سيلفيستري على موقع AS.com (الإسبانية)